# ザ・ユニバース 〜宇宙の歴史〜
ザ・ユニバース～宇宙の歴史～（The Universe）とは、ヒストリーチャンネルで放送されている宇宙を題材としたアメリカ製作の番組。日本ではかつてBS朝日でも順不同で#13まで放送されていた。

## 内容
CG映像を駆使し、宇宙の神秘やさまざまな現象、各種天体の紹介をしている。元宇宙飛行士や天文学者の証言、解説を交え宇宙についてさまざまな真実が明かされる。
　毎回、太陽や月、惑星、宇宙旅行から宇宙での性行為まで実に幅広いテーマで構成されている。
1. 太陽の秘密
2. 月の真実
3. 火星：赤い惑星
4. 木星：巨大な惑星
5. 水星と金星
6. 星々の生命と死
7. 土星：ロード・オブ・ザ・リングス
8. 地球の終焉
9. 宇宙で最も危険な場所
10. 外宇宙の星々
11. 数千億の銀河
12. 地球という宇宙船
13. 地球外生命体
14. 太陽系外惑星
15. 宇宙の穴
16. 銀河系
17. 月の神秘
18. 衛星の謎
19. 暗黒物質、暗黒エネルギー
20. 地球外生物学
21. 宇宙旅行
22. 超新星
23. 星座
24. 未解明の謎
25. 天体の衝突
26. 宇宙移住
27. 星雲
28. 宇宙での荒天
29. 宇宙の巨大天体
30. 重力
31. 宇宙の黙示録
32. 不思議な天体や現象
33. 宇宙での災害
34. 宇宙のパラレルワールド
35. 宇宙現象
36. 小惑星と彗星
37. 地球周回軌道
38. 異星人
39. 宇宙での生活
40. 光速
41. 宇宙でのセックス
42. 第二の地球
43. アルマゲドンの回避
44. デス・スター
45. 月が消える日
46. 空からの落し物
47. 大爆発トップ10
48. 輪を持つ惑星
49. 地球を崩壊させる10の方法
50. 星団
51. 宇宙戦争
52. パルサーとクエーサー
53. 宇宙の液体
54. SFの真実
55. 宇宙のエネルギー
56. 太陽系の七不思議
57. 火星での新発見
58. 磁気嵐
59. タイムトラベル
60. 宇宙探査機の秘密
61. 小惑星の衝突
62. 皆既食
63. 太陽の運命
64. 物理学的UFO検証
65. 惑星を変えた大惨事
66. 太陽系の誕生
67. 地球最悪の日
68. 謎の恒星「ネメシス」
69. 火星の環境
70. 物理学と神学
71. 宇宙のサイズ
72. 銀河系における地球と星々
73. 宇宙の音
74. 氷の惑星
75. 微粒子の世界
76. 彗星の旅
77. 宇宙からみる地球の歴史

- この他、スペシャル2時間番組として「ビッグバン〜それがすべての始まりだった〜」がある。

## 主な出演者
- ミチオ・カク
- アレックス・フィリペンコ（en:Alexei Filippenko）
- エイミー・メインザー（en:Amy Mainzer）
- ローラ・ダンリー（en:Laura Danly）
- ニール・ドグラース・タイソン（en:Neil deGrasse Tyson）